# Stelis oestlundiana
Stelis oestlundiana är en orkidéart som först beskrevs av Louis Otho Otto Williams, och fick sitt nu gällande namn av Alec M. Pridgeon och Mark W. Chase. Stelis oestlundiana ingår i släktet Stelis och familjen orkidéer. Inga underarter finns listade i Catalogue of Life.